# Sarom Unione Sportiva Ravenna 1961-1962
Questa pagina raccoglie le informazioni riguardanti la Sarom Unione Sportiva Ravenna nelle competizioni ufficiali della stagione 1961-1962.

## Stagione
Nella stagione 1961-1962 la Sarom Ravenna disputa il girone B del campionato di Serie C, un torneo che prevede una promozione e due retrocessioni, con 39 punti si piazza in quinta posizione di classifica. Sale in Serie B il Cagliari che vince il campionato con 44 punti, scendono in Serie D l'Empoli e lo Spezia con 27 punti.
Sulla panchina ravennate viene richiamato dopo due anni Domenico Bosi, con lui al timone il Ravenna disputa un sontuoso torneo, che lascia del rammarico negli sportivi ravennati, perché con un pizzico di fortuna in più avrebbe fatto ancora meglio. Si sono distinti nelle file giallorosse il "toscanaccio" Giuseppe Taddei, un'ala sinistra arrivata a novembre dall'Alessandria, autore di 15 reti in 23 partite con un solo rigore calciato e realizzato, i due centravanti, il milanese Luciano Redegalli ed il Pavese Alfio Bonizzoni, entrambi con 9 reti all'attivo, e nel finale di campionato c'è stato anche l'esordio in prima squadra del diciottenne ravennate Giovanni Pirazzini che giocherà alcune stagioni con il Ravenna per poi approdare nei prossimi anni in Serie A con il Foggia.

## Rosa
| N. |                   | Ruolo | Calciatore                |
| -- | ----------------- | ----- | ------------------------- |
|    | Italia (bandiera) | C     | Giorgio Bartolini         |
|    | Italia (bandiera) | C     | Paolo Berlinzani          |
|    | Italia (bandiera) | A     | Alfio Bonizzoni           |
|    | Italia (bandiera) | C     | Luciano Borca             |
|    | Italia (bandiera) | D     | Amerigo Curti             |
|    | Italia (bandiera) | P     | Giovanni Battista Daneluz |
|    | Italia (bandiera) | P     | Bruno Ducati              |
|    | Italia (bandiera) | A     | Amalio Ferrarese          |
|    | Italia (bandiera) | D     | Aldo Monardi              |
|    | Italia (bandiera) | D     | Roberto Nistri            |

| N. |                   | Ruolo | Calciatore         |
| -- | ----------------- | ----- | ------------------ |
|    | Italia (bandiera) | D     | Giovanni Pirazzini |
|    | Italia (bandiera) | A     | Giuseppe Poggio    |
|    | Italia (bandiera) | C     | Luciano Redegalli  |
|    | Italia (bandiera) | C     | Camillo Rizzo      |
|    | Italia (bandiera) | C     | Giuliano Saporetti |
|    | Italia (bandiera) | A     | Giuseppe Taddei    |
|    | Italia (bandiera) | D     | Albano Tassini     |
|    | Italia (bandiera) | C     | Giuliano Villa     |
|    | Italia (bandiera) | P     | Franco Vitali      |
|    | Italia (bandiera) | D     | Antonio Zani       |

## Risultati

### Girone di andata
| Arbitro: | Bigi (Padova) |

|                             |           |               |
| Redegalli 73’ Bonizzoni 82’ | Marcatori | 89’ Marinelli |

| Arbitro: | Caporali (Cremona) |

|           |           |  |
| Orazi 69’ | Marcatori |  |

| Arbitro: | Pianca (Milano) |

|                            |           |  |
| Bartolini 6’ Ferrarese 81’ | Marcatori |  |

| Arbitro: | Cadel (Mestre) |

|                      |           |           |
| Marcellini 1’ (rig.) | Marcatori | 56’ Borca |

| Arbitro: | Negri (Monza) |

|                      |           |  |
| Borca 41’ Poggio 57’ | Marcatori |  |

| Arbitro: | Fiduccia (Marsala) |

|                             |           |                              |
| Meroi 10’, 65’ Mattioli 63’ | Marcatori | 27’ Bartolini 84’ Berlinzani |

| Arbitro: | Fogliamanzillo (Torre Annunziata) |

|                                                  |           |               |
| Berlinzani 6’, 25’, 27’ Redegalli 66’ Poggio 82’ | Marcatori | 48’ Currarini |

| Arbitro: | Baldassarre (Udine) |

|             |           |  |
| Colombo 70’ | Marcatori |  |

| Arbitro: | Jurlaro (Taranto) |

|                                        |           |                      |
| Taddei 30’ Bartolini 45’ Redegalli 60’ | Marcatori | 65’ (rig.) Ascatigno |

| Arbitro: | Sanguineti (Chiavari) |

|             |           |  |
| Novelli 61’ | Marcatori |  |

| Arbitro: | Bernardis (Trieste) |

|                           |           |  |
| Nistri 35’ (aut.) Bui 71’ | Marcatori |  |

| Arbitro: | Rostagno (Torino) |

|                                    |           |  |
| Redegalli 51’ Rizzo 76’ Taddei 81’ | Marcatori |  |

| Arbitro: | Cipparrone (Cosenza) |

|            |           |                           |
| Taddei 25’ | Marcatori | 24’ Gagliardi 69’ Ronconi |

| Arbitro: | Smeriglio (Roma) |

|                         |           |  |
| Bacci 80’ Cavicchia 85’ | Marcatori |  |

| Arbitro: | Vitullo (Roma) |

|              |           |            |
| Mazzanti 64’ | Marcatori | 31’ Poggio |

| Ravenna 14 gennaio 1962 16ª giornata | Sarom Ravenna     | 0 – 0 | Forlì | Stadio della Darsena\| Arbitro: \| Pignatta (Torino) \| |
| Arbitro:                             | Pignatta (Torino) |       |       |                                                         |

| Arbitro: | Barolo (Noale) |

|                         |           |                 |
| Taddei 1’ Bonizzoni 40’ | Marcatori | 8’, 78’ Gareffa |

### Girone di ritorno
| Arbitro: | Jurlaro (Taranto) |

|              |           |                     |
| Cominato 89’ | Marcatori | 7’ Poggio 59’ Borca |

| Arbitro: | Orlando (Bergamo) |

|                          |           |           |
| Bonizzoni 24’ Taddei 55’ | Marcatori | 75’ Orazi |

| Arbitro: | Recanati (Roma) |

|  |           |                             |
|  | Marcatori | 50’ Bonizzoni 64’ Ferrarese |

| Arbitro: | Litteri (Trieste) |

|               |           |                   |
| Bonizzoni 66’ | Marcatori | 86’ (aut.) Nistri |

| Arbitro: | Di Maio (Palermo) |

|              |           |                           |
| Rambotti 27’ | Marcatori | 24’ Sebastiani 36’ Taddei |

| Arbitro: | Momoli (Padova) |

|                 |           |           |
| Taddei 58’, 84’ | Marcatori | 57’ Meroi |

| Arbitro: | Ferrando (Foligno) |

|              |           |                                                  |
| Corongiu 57’ | Marcatori | 30’ Redegalli 36’, 43’ Bonizzoni 75’, 85’ Taddei |

| Arbitro: | Smorto (Reggio Calabria) |

|  |           |             |
|  | Marcatori | 49’ Robotti |

| Arbitro: | Cantelli (Lucca) |

|             |           |                          |
| Filippi 37’ | Marcatori | 35’ Taddei 55’ Redegalli |

| Arbitro: | Paciello (Foggia) |

|                               |           |  |
| Taddei 38’ Redegalli 58’, 68’ | Marcatori |  |

| Arbitro: | De Angelis (Pescara) |

|                   |           |  |
| Taddei 86’ (rig.) | Marcatori |  |

| Arbitro: | Fogliamanzillo (Torre Annunziata) |

|                                                                    |           |  |
| Milani 12’ Panattoni 18’ Cavallini 35’ (rig.) Lepri 52’ Galasi 80’ | Marcatori |  |

| Arbitro: | Galatolo (Santa Margherita Ligure) |

|                         |           |  |
| Falchi 9’ Gagliardi 38’ | Marcatori |  |

| Arbitro: | Bigi (Padova) |

|                                  |           |  |
| Bartolini 18’, 54’ Bonizzoni 63’ | Marcatori |  |

| Arbitro: | Losacco (Bari) |

|                      |           |                     |
| Bonizzoni 69’ (rig.) | Marcatori | 76’ (rig.) Mazzanti |

| Arbitro: | Firmi (Crema) |

|                     |           |                                             |
| Uxa 40’ Ugolini 86’ | Marcatori | 22’ Ferrarese 30’, 34’ Taddei 77’ Redegalli |

| Arbitro: | Soravia (Ancona) |

|              |           |  |
| Innocenti 4’ | Marcatori |  |